# Basso Canada
Il Basso Canada o Canada Inferiore (in inglese Lower Canada) fu una colonia dell'Impero britannico creata con l'Atto Costituzionale del 1791 per separazione, geografica e politica, della provincia del Québec. Con l'Atto Costituzionale vennero create due province: il Basso e l'Alto Canada.

Il Basso Canada, come entità politica esistette dal 1791 al febbraio del 1841, quando venne adottato l'Atto di Unione del luglio del 1840 e divenne la regione orientale della Provincia del Canada (conosciuta appunto cone Canada Orientale), a maggioranza francofona. Nel 1812 fu teatro della Guerra anglo-americana.
Occupava il territorio dell'odierno Québec e delle coste del Labrador.